# Campeonato Brasileño de Fútbol 2010
El Campeonato Brasileño de Fútbol 2010 fue la 55.ª edición del Campeonato Brasileño de Serie A. El mismo comenzó el 8 de mayo de 2010 y finalizó el 5 de diciembre del corriente año. Entre la séptima y octava jornada se suspendió el torneo debido a la disputa de la Copa Mundial de Fútbol de 2010.
El título se decidió sólo en la última jornada, tres equipos Fluminense, Cruzeiro y Corinthians llegaron a la última fecha con la oportunidad de obtener el título, Fluminense, entonces líder, ganó el título al vencer a Guaraní (1-0) en el Engenhão, mientras Cruzeiro ganó al Palmeiras (2-1) en Minas Gerais, manteniendo el segundo lugar, y Corinthians empató con Goiás (1-1) en el Serra Dourada, terminando tercero.
Fue el tercer título del Campeonato Brasileño para el Fluminense, después de los logrados en los años 1970 y 1984.

## Sistema de competición
El sistema de juego es el mismo de las temporadas anteriores. Los 20 equipos participantes se enfrentarán en partidos de ida y vuelta en un sistema de todos contra todos. El equipo con más puntos en la tabla de clasificación, será quien se corone cómo campeón. A su vez, los cuatro equipos que finalicen con menos puntos en la tabla de clasificación descenderán y jugarán la Serie B del siguiente año.

## Equipos participantes

### Ascensos y descensos
| Pos. | Descendidos en la temporada 2009 |
| ---- | -------------------------------- |
| 17.º | Coritiba                         |
| 18.º | Santo André                      |
| 19.º | Náutico                          |
| 20.º | Sport Recife                     |

| Pos. | Ascendidos de la Serie B 2009 |
| ---- | ----------------------------- |
| 1.º  | Vasco da Gama                 |
| 2.º  | Guarani de Campinas           |
| 3.º  | Ceará                         |
| 4.º  | Atlético Goianiense           |

### Información de equipos
| Equipo              | Ciudad              | Estadio                         | Capacidad     | Posición 2009  |
| ------------------- | ------------------- | ------------------------------- | ------------- | -------------- |
| Atlético Goianiense | Goiânia             | Serra Dourada                   | 50 049        | 4.º en Serie B |
| Atlético Mineiro    | Belo Horizonte      | Arena do Jacaré                 | 18 000        | 7.º            |
| Atlético Paranaense | Curitiba            | Arena da Baixada                | 25 180        | 14.º           |
| Avaí                | Florianópolis       | Ressacada                       | 15 000        | 6.º            |
| Botafogo            | Río de Janeiro      | Engenhão                        | 44 000        | 15.º           |
| Ceará               | Fortaleza           | Castelão                        | 58 400        | 3.º en Serie B |
| Corinthians         | São Paulo           | Pacaembú                        | 37 952        | 10.º           |
| Cruzeiro            | Belo Horizonte      | Arena do Jacaré Parque do Sabiá | 18 000 50 000 | 4.º            |
| Flamengo            | Río de Janeiro      | Engenhão                        | 44 000        | 1.º Campeón    |
| Fluminense          | Río de Janeiro      | Engenhão                        | 44 000        | 16.º           |
| Goiás               | Goiânia             | Serra Dourada                   | 50 049        | 9.º            |
| Grêmio              | Porto Alegre        | Olímpico                        | 45 000        | 8.º            |
| Grêmio Prudente     | Presidente Prudente | Prudentão                       | 44 414        | 11.º           |
| Guarani             | Campinas            | Brinco de Ouro                  | 32 453        | 2.º en Serie B |
| Internacional       | Porto Alegre        | Beira-Rio                       | 56 000        | 2.º            |
| Palmeiras           | São Paulo           | Pacaembú Arena Barueri          | 37 952 32 000 | 5.º            |
| Santos              | Santos              | Vila Belmiro                    | 21 256        | 12.º           |
| São Paulo           | São Paulo           | Morumbi                         | 67 428        | 3.º            |
| Vasco da Gama       | Río de Janeiro      | São Januário                    | 15 150        | 1.º en Serie B |
| Vitória             | Salvador            | Barradão                        | 35 632        | 13.º           |

## Tabla de posiciones
| Pos. | Equipo              | PJ | PG | PE | PP | GF | GC | Dif. | Pts. |
| ---- | ------------------- | -- | -- | -- | -- | -- | -- | ---- | ---- |
| 1.º  | Fluminense (C)      | 38 | 20 | 11 | 7  | 62 | 36 | 26   | 71   |
| 2.º  | Cruzeiro            | 38 | 20 | 9  | 9  | 53 | 38 | 15   | 69   |
| 3.º  | Corinthians         | 38 | 19 | 11 | 8  | 65 | 41 | 24   | 68   |
| 4.º  | Grêmio              | 38 | 17 | 12 | 9  | 68 | 43 | 25   | 63   |
| 5.º  | Atlético Paranaense | 38 | 17 | 9  | 12 | 43 | 45 | -2   | 60   |
| 6.º  | Botafogo            | 38 | 14 | 17 | 7  | 54 | 42 | 12   | 59   |
| 7.º  | Internacional       | 38 | 16 | 10 | 12 | 48 | 41 | 7    | 58   |
| 8.º  | Santos              | 38 | 15 | 11 | 12 | 63 | 50 | 13   | 56   |
| 9.º  | São Paulo           | 38 | 15 | 10 | 13 | 54 | 54 | 0    | 55   |
| 10.º | Palmeiras           | 38 | 12 | 14 | 12 | 42 | 43 | -1   | 50   |
| 11.º | Vasco da Gama       | 38 | 11 | 16 | 11 | 43 | 45 | -2   | 49   |
| 12.º | Ceará               | 38 | 10 | 17 | 11 | 35 | 44 | -9   | 47   |
| 13.º | Atlético Mineiro    | 38 | 13 | 6  | 19 | 52 | 64 | -12  | 45   |
| 14.º | Flamengo            | 38 | 9  | 17 | 12 | 41 | 44 | -3   | 44   |
| 15.º | Avaí                | 38 | 11 | 10 | 17 | 49 | 58 | -9   | 43   |
| 16.º | Atlético Goianiense | 38 | 11 | 9  | 18 | 51 | 57 | -6   | 42   |
| 17.º | Vitória             | 38 | 9  | 15 | 14 | 42 | 48 | -6   | 42   |
| 18.º | Guarani             | 38 | 8  | 13 | 17 | 33 | 53 | -20  | 37   |
| 19.º | Goiás               | 38 | 8  | 9  | 21 | 41 | 68 | -27  | 33   |
| 20.º | Grêmio Prudente     | 38 | 7  | 10 | 21 | 39 | 64 | -25  | 28   |

|                                      |
| Bandera del estado de Río de Janeiro |
| Campeón Fluminense F. C. 3.er título |

|  |                                                                          |
|  | Campeón y clasificado para la Segunda fase de la Copa Libertadores 2011. |
|  | Clasificado para la Segunda fase de la Copa Libertadores 2011.           |
|  | Clasificado para la Primera fase de la Copa Libertadores 2011.           |
|  | Clasificado para la Copa Sudamericana 2011.                              |
|  | Descendido al Campeonato Brasileño de Serie B 2011.                      |

- Pts=Puntos; J=Partidos jugados; G=Partidos ganados; E=Partidos empatados; P=Partidos perdidos; GF=Goles a favor; GC=Goles en contra; Dif=Diferencia de goles.

1. ↑  Clasificado a la Copa Libertadores como campeón de la edición anterior.
2. ↑  Clasificado a la Copa Libertadores como campeón de la Copa de Brasil 2010.
3. ↑  Fue sancionado con la pérdida de tres puntos por alinear a un jugador suspendido.

## Resultados

### Primera vuelta
| Palmeiras           | 1 - 0 | Vitória             | Palestra Itália | 8 de mayo | 16:30 |
| Botafogo            | 3 - 3 | Santos              | João Havelange  | 8 de mayo | 16:30 |
| Atlético Goianiense | 0 - 0 | Grêmio              | Serra Dourada   | 8 de mayo | 16:30 |
| Internacional       | 1 - 2 | Cruzeiro            | Beira-Rio       | 9 de mayo | 14:00 |
| Flamengo            | 1 - 1 | São Paulo           | Maracaná        | 9 de mayo | 14:00 |
| Corinthians         | 2 - 1 | Atlético Paranaense | Pacaembú        | 9 de mayo | 14:00 |
| Atlético Mineiro    | 2 - 1 | Vasco da Gama       | Mineirão        | 9 de mayo | 14:00 |
| Ceará               | 1 - 0 | Fluminense          | Castelão        | 9 de mayo | 18:30 |
| Guarani             | 1 - 0 | Goiás               | Brinco de Ouro  | 9 de mayo | 18:30 |
| Avaí                | 6 - 1 | Grêmio Prudente     | Ressacada       | 9 de mayo | 18:30 |

| Grêmio Prudente     | 4 - 0 | Atlético Mineiro    | Prudentão        | 15 de mayo | 18:30 |
| Vitória             | 1 - 1 | Flamengo            | Barradão         | 15 de mayo | 18:30 |
| Fluminense          | 1 - 0 | Atlético Goianiense | Maracaná         | 15 de mayo | 18:30 |
| Santos              | 1 - 1 | Ceará               | Vila Belmiro     | 16 de mayo | 16:00 |
| Goiás               | 2 - 3 | Internacional       | Serra Dourada    | 16 de mayo | 16:00 |
| Grêmio              | 1 - 2 | Corinthians         | Olímpico         | 16 de mayo | 16:00 |
| São Paulo           | 1 - 2 | Botafogo            | Morumbi          | 16 de mayo | 16:00 |
| Atlético Paranaense | 2 - 2 | Guarani             | Arena da Baixada | 16 de mayo | 18:30 |
| Cruzeiro            | 2 - 2 | Avaí                | Mineirão         | 16 de mayo | 18:30 |
| Vasco da Gama       | 0 - 0 | Palmeiras           | São Januário     | 16 de mayo | 18:30 |

| Botafogo            | 3 - 0 | Goiás               | Engenhão        | 22 de mayo | 16:00 |
| Palmeiras           | 4 - 2 | Grêmio              | Palestra Itália | 22 de mayo | 18:30 |
| Atlético Goianiense | 1 - 2 | Santos              | Serra Dourada   | 22 de mayo | 18:30 |
| Corinthians         | 1 - 0 | Fluminense          | Pacaembú        | 23 de mayo | 16:00 |
| Ceará               | 1 - 0 | Vitória             | Castelão        | 23 de mayo | 16:00 |
| Internacional       | 0 - 2 | São Paulo           | Beira-Rio       | 23 de mayo | 16:00 |
| Atlético Mineiro    | 3 - 1 | Atlético Paranaense | Mineirão        | 23 de mayo | 16:00 |
| Guarani             | 2 - 2 | Cruzeiro            | Brinco de Ouro  | 23 de mayo | 18:30 |
| Avaí                | 2 - 0 | Vasco da Gama       | Ressacada       | 23 de mayo | 18:30 |
| Flamengo            | 3 - 1 | Grêmio Prudente     | Maracaná        | 23 de mayo | 18:30 |

| Grêmio              | 3 - 0 | Avaí                | Olímpico         | 26 de mayo | 19:30 |
| Fluminense          | 2 - 1 | Flamengo            | Maracaná         | 26 de mayo | 19:30 |
| Vitória             | 4 - 3 | Atlético Mineiro    | Barradão         | 26 de mayo | 19:30 |
| São Paulo           | 1 - 0 | Palmeiras           | Morumbi          | 26 de mayo | 20:30 |
| Santos              | 3 - 1 | Guarani             | Vila Belmiro     | 26 de mayo | 21:50 |
| Cruzeiro            | 1 - 0 | Botafogo            | Mineirão         | 26 de mayo | 21:50 |
| Grêmio Prudente     | 2 - 2 | Corinthians         | Prudentão        | 26 de mayo | 21:50 |
| Vasco da Gama       | 3 - 2 | Internacional       | São Januário     | 27 de mayo | 21:00 |
| Goiás               | 0 - 0 | Ceará               | Serra Dourada    | 27 de mayo | 21:00 |
| Atlético Paranaense | 2 - 1 | Atlético Goianiense | Arena da Baixada | 27 de mayo | 21:00 |

| Palmeiras           | 0 - 0 | Grêmio Prudente     | Arena Barueri  | 29 de mayo | 18:30 |
| Flamengo            | 1 - 1 | Grêmio              | Maracaná       | 29 de mayo | 18:30 |
| Avaí                | 0 - 0 | Vitória             | Ressacada      | 29 de mayo | 18:30 |
| Guarani             | 0 - 0 | São Paulo           | Brinco de Ouro | 30 de mayo | 16:00 |
| Internacional       | 4 - 1 | Atlético Paranaense | Beira-Rio      | 30 de mayo | 16:00 |
| Atlético Mineiro    | 1 - 3 | Fluminense          | Mineirão       | 30 de mayo | 16:00 |
| Corinthians         | 4 - 2 | Santos              | Pacaembú       | 30 de mayo | 16:00 |
| Ceará               | 1 - 0 | Cruzeiro            | Castelão       | 30 de mayo | 18:30 |
| Atlético Goianiense | 1 - 3 | Goiás               | Sera Dourada   | 30 de mayo | 18:30 |
| Botafogo            | 1 - 1 | Vasco da Gama       | Engenhão       | 30 de mayo | 18:30 |

| Fluminense          | 2 - 1 | Vitória             | Maracaná                   | 2 de junio | 19:30 |
| Grêmio Prudente     | 1 - 0 | Atlético Goianiense | Estadio Eduardo José Farah | 2 de junio | 19:30 |
| Atlético Paranaense | 3 - 2 | Botafogo            | Arena da Baixada           | 2 de junio | 19:30 |
| Ceará               | 2 - 0 | Avaí                | Castelão                   | 2 de junio | 21:00 |
| Goiás               | 2 - 1 | São Paulo           | Serra Dourada              | 2 de junio | 21:50 |
| Cruzeiro            | 0 - 0 | Santos              | Mineirão                   | 2 de junio | 21:50 |
| Palmeiras           | 0 - 1 | Flamengo            | Pacaembú                   | 2 de junio | 21:50 |
| Vasco da Gama       | 0 - 1 | Guarani             | São Januário               | 3 de junio | 21:00 |
| Grêmio              | 2 - 1 | Atlético Goianiense | Olímpico                   | 3 de junio | 21:00 |
| Corinthians         | 2 - 0 | Internacional       | Pacaembú                   | 3 de junio | 21:00 |

| Flamengo            | 1 - 2 | Goiás               | Maracaná       | 5 de junio | 18:30 |
| Avaí                | 0 - 3 | Fluminense          | Ressacada      | 5 de junio | 18:30 |
| Vitória             | 1 - 0 | Atlético Paranaense | Barradão       | 5 de junio | 18:30 |
| Botafogo            | 2 - 2 | Corinthians         | Engenhão       | 6 de junio | 16:00 |
| São Paulo           | 3 - 1 | Grêmio              | Morumbi        | 6 de junio | 16:00 |
| Santos              | 4 - 0 | Vasco da Gama       | Vila Belmiro   | 6 de junio | 16:00 |
| Atlético Mineiro    | 0 - 1 | Ceará               | Mineirão       | 6 de junio | 16:00 |
| Internacional       | 1 - 1 | Palmeiras           | Beira-Rio      | 6 de junio | 18:30 |
| Guarani             | 1 - 0 | Grêmio Prudente     | Brinco de Ouro | 6 de junio | 18:30 |
| Atlético Goianiense | 2 - 1 | Cruzeiro            | Serra Dourada  | 6 de junio | 18:30 |

| São Paulo           | 1 - 2 | Avaí                | Morumbi          | 14 de julio | 19:30 |
| Grêmio              | 1 - 1 | Vitória             | Olímpico         | 14 de julio | 19:30 |
| Atlético Paranaense | 0 - 2 | Cruzeiro            | Arena da Baixada | 14 de julio | 19:30 |
| Flamengo            | 1 - 0 | Botafogo            | Maracaná         | 14 de julio | 21:00 |
| Ceará               | 0 - 0 | Corinthians         | Castelão         | 14 de julio | 21:50 |
| Guarani             | 0 - 3 | Internacional       | Brinco de Ouro   | 14 de julio | 21:50 |
| Goiás               | 0 - 0 | Vasco da Gama       | Serra Dourada    | 14 de julio | 21:50 |
| Atlético Mineiro    | 3 - 2 | Atlético Goianiense | Arena do Jacaré  | 15 de julio | 21:00 |
| Palmeiras           | 2 - 1 | Santos              | Pacaembú         | 15 de julio | 21:00 |
| Fluminense          | 1 - 1 | Grêmio Prudente     | Maracaná         | 15 de julio | 21:00 |

| Vitória             | 3 - 2 | São Paulo           | Barradão        | 17 de julio | 18:30 |
| Vasco da Gama       | 3 - 1 | Atlético Paranaense | São Januário    | 17 de julio | 18:30 |
| Corinthians         | 1 - 0 | Atlético Mineiro    | Pacaembú        | 18 de julio | 16:00 |
| Internacional       | 2 - 1 | Ceará               | Beira-Rio       | 18 de julio | 16:00 |
| Avaí                | 4 - 2 | Palmeiras           | Ressacada       | 18 de julio | 16:00 |
| Atlético Goianiense | 0 - 1 | Flamengo            | Serra Dourada   | 18 de julio | 16:00 |
| Cruzeiro            | 1 - 0 | Goiás               | Arena do Jacaré | 18 de julio | 18:30 |
| Botafogo            | 1 - 1 | Guarani             | Engenhão        | 18 de julio | 18:30 |
| Santos              | 0 - 1 | Fluminense          | Vila Belmiro    | 18 de julio | 18:30 |
| Grêmio Prudente     | 2 - 0 | Grêmio              | Prudentão       | 18 de julio | 18:30 |

| Atlético Mineiro    | 1 - 2 | Internacional   | Arena do Jacaré  | 21 de julio | 19:30 |
| Vitória             | 2 - 2 | Goiás           | Barradão         | 21 de julio | 19:30 |
| São Paulo           | 1 - 1 | Grêmio Prudente | Morumbi          | 21 de julio | 19:30 |
| Flamengo            | 1 - 1 | Avaí            | Maracaná         | 21 de julio | 21:00 |
| Atlético Paranaense | 2 - 0 | Santos          | Arena da Baixada | 21 de julio | 21:50 |
| Grêmio              | 1 - 1 | Vasco da Gama   | Olímpico         | 21 de julio | 21:50 |
| Atlético Goianiense | 3 - 1 | Corinthians     | Serra Dourada    | 21 de julio | 21:50 |
| Fluminense          | 1 - 0 | Cruzeiro        | Maracaná         | 22 de julio | 21:00 |
| Guarani             | 1 - 1 | Ceará           | Brinco de Ouro   | 22 de julio | 21:00 |
| Palmeiras           | 2 - 2 | Botafogo        | Pacaembú         | 22 de julio | 21:00 |

| Vasco da Gama   | 2 - 0 | Atlético Goianiense | São Januário    | 24 de julio | 18:30 |
| Grêmio Prudente | 0 - 0 | Vitória             | Prudentão       | 24 de julio | 18:30 |
| Avaí            | 0 - 0 | Atlético Mineiro    | Ressacada       | 24 de julio | 18:30 |
| Internacional   | 1 - 0 | Flamengo            | Beira-Rio       | 25 de julio | 16:00 |
| Goiás           | 0 - 2 | Atlético Paranaense | Serra Dourada   | 25 de julio | 16:00 |
| Santos          | 1 - 0 | São Paulo           | Vila Belmiro    | 25 de julio | 16:00 |
| Cruzeiro        | 2 - 2 | Grêmio              | Arena do Jacaré | 25 de julio | 16:00 |
| Botafogo        | 1 - 1 | Fluminense          | Engenhão        | 25 de julio | 18:30 |
| Corinthians     | 3 - 1 | Guarani             | Pacaembú        | 25 de julio | 18:30 |
| Ceará           | 0 - 0 | Palmeiras           | Castelão        | 25 de julio | 18:30 |

| Fluminense          | 3 - 1 | Atlético Paranaense | Maracaná        | 31 de julio | 18:30 |
| São Paulo           | 2 - 1 | Ceará               | Morumbi         | 31 de julio | 18:30 |
| Atlético Goianiense | 1 - 1 | Guarani             | Serra Dourada   | 31 de julio | 18:30 |
| Internacional       | 0 - 0 | Grêmio              | Beira-Rio       | 1 de agosto | 16:00 |
| Palmeiras           | 1 - 1 | Corinthians         | Pacaembú        | 1 de agosto | 16:00 |
| Vitória             | 1 - 3 | Botafogo            | Barradão        | 1 de agosto | 16:00 |
| Avaí                | 4 - 1 | Goiás               | Ressacada       | 1 de agosto | 16:00 |
| Atlético Mineiro    | 0 - 1 | Cruzeiro            | Arena do Jacaré | 1 de agosto | 18:30 |
| Flamengo            | 0 - 0 | Vasco da Gama       | Maracaná        | 1 de agosto | 18:30 |
| Grêmio Prudente     | 1 - 2 | Santos              | Prudentão       | 1 de agosto | 18:30 |

| Botafogo            | 3 - 0 | Atlético Mineiro    | Engenhão         | 7 de agosto   | 18:30 |
| Guarani             | 4 - 1 | Avaí                | Brinco de Ouro   | 7 de agosto   | 18:30 |
| Corinthians         | 1 - 0 | Flamengo            | Pacaembú         | 8 de agosto   | 16:00 |
| Grêmio              | 1 - 2 | Fluminense          | Olímpico         | 8 de agosto   | 16:00 |
| Ceará               | 0 - 0 | Atlético Goianiense | Castelão         | 8 de agosto   | 16:00 |
| Goiás               | 1 - 1 | Palmeiras           | Serra Dourada    | 8 de agosto   | 16:00 |
| Cruzeiro            | 0 - 0 | Grêmio Prudente     | Ipatingão        | 8 de agosto   | 18:30 |
| Atlético Paranaense | 1 - 1 | São Paulo           | Arena da Baixada | 8 de agosto   | 18:30 |
| Vasco da Gama       | 1 - 0 | Vitória             | São Januário     | 8 de agosto   | 18:30 |
| Santos              | 1 - 0 | Internacional       | Vila Belmiro     | 13 de octubre | 22:00 |

| Atlético Mineiro    | 3 - 1 | Guarani             | Ipatingão     | 14 de agosto | 18:30 |
| Flamengo            | 1 - 0 | Ceará               | Maracaná      | 14 de agosto | 18:30 |
| Palmeiras           | 2 - 0 | Atlético Paranaense | Pacaembú      | 14 de agosto | 18:30 |
| Atlético Goianiense | 0 - 2 | Botafogo            | Serra Dourada | 14 de agosto | 18:30 |
| São Paulo           | 2 - 2 | Cruzeiro            | Morumbi       | 15 de agosto | 16:00 |
| Grêmio Prudente     | 1 - 2 | Vasco da Gama       | Prudentão     | 15 de agosto | 16:00 |
| Avaí                | 3 - 2 | Corinthians         | Ressacada     | 15 de agosto | 16:00 |
| Fluminense          | 3 - 0 | Internacional       | Maracaná      | 15 de agosto | 16:00 |
| Grêmio              | 2 - 0 | Goiás               | Olímpico      | 15 de agosto | 18:30 |
| Vitória             | 4 - 2 | Santos              | Barradão      | 15 de agosto | 18:30 |

| Ceará               | 2 - 1 | Grêmio              | Castelão                  | 21 de agosto | 18:30 |
| Botafogo            | 1 - 0 | Avaí                | Engenhão                  | 21 de agosto | 18:30 |
| Goiás               | 1 - 2 | Grêmio Prudente     | Serra Dourada             | 21 de agosto | 18:30 |
| Internacional       | 1 - 1 | Atlético Goianiense | Beira-Rio                 | 22 de agosto | 16:00 |
| Santos              | 2 - 0 | Atlético Mineiro    | Vila Belmiro              | 22 de agosto | 16:00 |
| Guarani             | 0 - 0 | Palmeiras           | Brinco de Ouro            | 22 de agosto | 16:00 |
| Atlético Paranaense | 1 - 0 | Flamengo            | Joaquim Américo Guimarães | 22 de agosto | 16:00 |
| Vasco da Gama       | 2 - 2 | Fluminense          | São Januário              | 22 de agosto | 18:30 |
| Cruzeiro            | 0 - 1 | Vitória             | Mineirão                  | 22 de agosto | 18:30 |
| Corinthians         | 3 - 0 | São Paulo           | Pacaembú                  | 22 de agosto | 18:30 |

| Botafogo        | 1 - 0 | Ceará               | Olímpico Nilton Santos | 25 de agosto | 19:30 |
| Goiás           | 0 - 3 | Fluminense          | Serra Dourada          | 25 de agosto | 19:30 |
| Avaí            | 0 - 1 | Internacional       | Ressacada              | 25 de agosto | 19:30 |
| Grêmio Prudente | 0 - 1 | Atlético Paranaense | Prudentão              | 25 de agosto | 21:00 |
| Grêmio          | 1 - 2 | Santos              | Olímpico               | 25 de agosto | 22:00 |
| São Paulo       | 0 - 0 | Vasco da Gama       | Morumbi                | 25 de agosto | 22:00 |
| Cruzeiro        | 1 - 0 | Corinthians         | Mineirão               | 25 de agosto | 22:00 |
| Flamengo        | 0 - 0 | Atlético Mineiro    | Maracaná               | 26 de agosto | 21:00 |
| Vitória         | 1 - 1 | Guarani             | Barradão               | 26 de agosto | 21:00 |
| Palmeiras       | 0 - 3 | Atlético Goianiense | Palestra Itália        | 26 de agosto | 21:00 |

|  |  |  |  |  |  |
|  |  |  |  |  |  |
|  |  |  |  |  |  |
|  |  |  |  |  |  |
|  |  |  |  |  |  |
|  |  |  |  |  |  |
|  |  |  |  |  |  |
|  |  |  |  |  |  |
|  |  |  |  |  |  |
|  |  |  |  |  |  |

|  |  |  |  |  |  |
|  |  |  |  |  |  |
|  |  |  |  |  |  |
|  |  |  |  |  |  |
|  |  |  |  |  |  |
|  |  |  |  |  |  |
|  |  |  |  |  |  |
|  |  |  |  |  |  |
|  |  |  |  |  |  |
|  |  |  |  |  |  |

|  |  |  |  |  |  |
|  |  |  |  |  |  |
|  |  |  |  |  |  |
|  |  |  |  |  |  |
|  |  |  |  |  |  |
|  |  |  |  |  |  |
|  |  |  |  |  |  |
|  |  |  |  |  |  |
|  |  |  |  |  |  |
|  |  |  |  |  |  |

## Goleadores
| Jugador            | Jugador         | Goles | Equipo           |
| ------------------ | --------------- | ----- | ---------------- |
| Bandera de Brasil  | Jonas           | 23    | Grêmio           |
| Bandera de Brasil  | Neymar          | 17    | Santos           |
| Bandera de Brasil  | Bruno César     | 14    | Corinthians      |
| Bandera de Brasil  | Elias           | 12    | Goianiense       |
| Bandera de Brasil  | Obina           | 12    | Atlético Mineiro |
| Bandera de Uruguay | Sebastián Abreu | 11    | Botafogo         |
| Bandera de Brasil  | André Lima      | 11    | Grêmio           |
| Bandera de Brasil  | Diego Tardelli  | 10    | Atlético Mineiro |
| Bandera de Brasil  | Kléber          | 10    | Palmeiras        |
| Bandera de Brasil  | Washington      | 10    | Fluminense       |
| Bandera de Brasil  | Wesley          | 10    | Grêmio Prudente  |
| Bandera de Brasil  | Zé Eduardo      | 10    | Santos           |
| Bandera de Brasil  | Alecsandro      | 10    | Internacional    |